# Homo sapiens
Homo sapiens (în latină: homō (genitiv hominis) – „ființă umană“, „om”; sapiens – „intelegent, înțelept, sensibil“; adică: „om înțelept”) este denumirea științifică pentru singura specie umană existentă. Specii dispărute din genul Homo includ Homo erectus, existent în urmă cu aproximativ 1,8 până la 0,1 milioane de ani în urmă, și o serie de alte specii (considerate de unii subspecii de H. sapiens sau de H. erectus). H. sapiens idaltu (2003) a fost propusă să fie definită ca o subspecie dispărută al lui H. sapiens.
Vârsta speciației H. sapiens din strămoșul H. erectus (sau o specie intermediară precum Homo antecessor) se estimează că a avut loc cu aproximativ 300.000 de ani în urmă. Este cunoscut faptul că încrucișarea arhaică a avut loc atât în Africa cât și în Eurasia, între aproximativ 100.000 și 30.000 de ani în urmă.
În anumite contexte, termenul oameni moderni din punct de vedere anatomic este folosit pentru a distinge H. sapiens ca având o anatomie compatibilă cu gama de fenotipuri văzute la omul contemporan din varietatea de oameni arhaici dispăruți. Acest lucru este util în special pentru perioadele și regiunile în care au coexistat oameni anatomici moderni și arhaici, de ex. în Europa paleolitică.

## Nume și taxonomie
Numele binomial Homo sapiens a fost inventat de suedezul Carl Linnaeus (1758). Substantivul latin homō (genitiv hominis) înseamnă "om, ființă umană" iar participiul sapiēns înseamnă "discernământ, înțelept, rațional".
Specia este considerată a fi apărut de la un predecesor din genul Homo cu 300.000-200.000 de ani în urmă. O problemă cu clasificarea morfologică a "modernului anatomic" a fost că nu ar fi inclus anumite populații existente. Din acest motiv, a fost sugerată o definiție a lui H. sapiens bazată pe o linie în care prin H. sapiens înțelegem linia umană modernă de după despărțirea de linia Neanderthală. O astfel de definiție cladistică ar extinde vârsta lui H. sapiens la peste 500.000 de ani.
Populațiile umane au fost istoric divizate în subspecii, dar din anii 1980 toate grupurile existente tind să fie subsumate într-o singură specie, H. sapiens, evitând împărțirea în subspecii cu totul.
Unele surse arată Neanderthalii (Homo neanderthalensis) ca o subspecie (Homo sapiens neanderthalensis). În mod similar, specimenele descoperite din specia Homo rhodesiensis au fost clasificate de unii ca fiind o subspecie (Homo sapiens rhodesiensis), deși mult mai frecvent cele două sunt tratate ca specii separate mai degrabă decât ca subspecii ale H. sapiens.
Numele subspeciei Homo sapiens sapiens este folosit uneori informal în loc de "om modern" sau "om modern anatomic". Nu are o autoritate oficială asociată cu ea. Până la începutul anilor 2000, devine obișnuită utilizarea lui H. s. sapiens a populației ancestrale a tuturor oamenilor contemporani și, ca atare, este echivalent cu H. sapiens binomial în sensul mai restrictiv (considerând H. neanderthalensis o specie separată).

## Vârstă și procesul de speciație

Reprezentarea schematică a apariției lui H. sapiens din speciile anterioare de Homo.

### Derivarea dinH. erectus
Se estimează că divergența descendenței care duce la H. sapiens din varietățile umane arhaice derivate din H. erectus a avut loc în urmă cu peste 500.000 de ani. Studiile anterioare (din 2011 și 2012) au estimat pe baza fragmentelor de secvență scurtă că cele mai vechi scindări ale populațiilor moderne până în prezent au avut loc cu aproximativ 160.000–100.000 de ani în urmă și până la 300.000–250.000 de ani după redimensionare (în 2012). Totuși, cea mai veche separare în rândul populațiilor umane moderne (cum ar fi separarea Khoisan de alte populații) a fost calculată mai recent printr-un studiu din 2017 și datată la 350.000-260.000 de ani în urmă, și cele mai vechi fosile cunoscute de H. sapiens datate la aproximativ această perioadă, inclusiv rămășițele Jebel Irhoud din Maroc (circa acum 300.000 sau 350.000-280.000 ani), craniul Florisbad din Africa de Sud (circa 259.000 de ani în urmă), iar rămășițele Omo din Etiopia (cu aproximativ 195.000 de ani în urmă).
Un studiu ADNmt din 2019 a propus o origine a oamenilor moderni din Botswana (și o separare Khoisan) de aproximativ 200.000 de ani. Propunerea a fost criticată pe scară largă de către cercetători, dovezile recente genetice, fosile și arheologice susținând o origine pentru  H. sapiens cu aproximativ 100.000 de ani mai devreme și într-o regiune mai largă a Africii decât propune studiul.
În septembrie 2019, oamenii de știință au propus că cel mai vechi H. sapiens (și ultimul strămoș comun al oamenilor moderni) a apărut între 350.000 și 260.000 de ani în urmă printr-o fuziune a populațiilor din Africa de Est și Africa de Sud.
O sugestie alternativă definește H. sapiens în mod cladistic ca incluzând descendența oamenilor moderni de la separarea de descendența Neanderthalienilor, cu aproximativ 500.000 până la 800.000 de ani în urmă.
În anii 1980 s-au conturat două modele de evoluție a lui H. sapiens: "originea africană recentă" care consideră apariția lui Homo sapiens dintr-o populație dintr-o singură sursă din Africa, care s-a extins și a dus la dispariția tuturor celorlalte soiuri umane, și modelul "evoluției multiregionale", care consideră că Homo erectus a dat naștere formelor arhaice ale lui Homo sapiens în diferite colțuri ale lumii; astfel, Neanderthal, Homo rhodesiensis și Homo heidelbergensis sunt rase ale aceleiași specii. Încrucișările dintre aceste rase ar fi dus, într-un final, la ceea ce este Homo sapiens sapiens.
În 1988, specialiștii francezi și israelieni au descoperit, într-o peșteră din Israel, fosile datate acum peste 90.000 de ani (după alte surse, ajungând până la 120.000 de ani) care reprezintă cel mai vechi Homo sapiens din afara Africii.
Începând cu anii 2000, disponibilitatea datelor din arheogenetică și genetica populației a dus la apariția unei imagini mult mai detaliate, intermediare între cele două scenarii concurente prezentate mai sus: Extinderea recentă Out-of-Africa pentru partea predominantă a strămoșilor umani moderni, în timp ce au existat, de asemenea, încrucișări mixte cu oamenii arhaici regionali.

### Homo sapienstimpurii

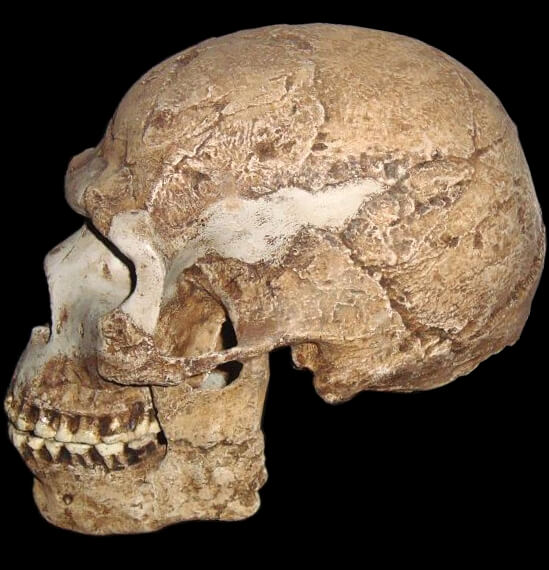
Skhul V (datat la aproximativ 80.000-120.000 de ani), prezentând un amestec de trăsături arhaice și moderne.

Termenul Paleoliticul mijlociu este destinat să acopere perioada dintre prima apariție a lui H. sapiens (aproximativ 300.000 de ani în urmă) și apariția unei modernități comportamentale depline (aproximativ 50.000 de ani în urmă, corespunzând cu începutul Paleoliticului superior).
Multe dintre descoperirile umane moderne timpurii, precum Omul de Kibish, Homo sapiens idaltu, Jebel Irhoud și Peștera cu Oase prezintă un amestec de trăsături arhaice și moderne. Skhul V, de exemplu, are arcadele frunții proeminente și prognatism. Cu toate acestea, craniul este destul de rotunjit, distinct de cel al Neanderthalilor și este similar cu craniul oamenilor moderni. Nu este sigur dacă trăsăturile robuste ale unora dintre oamenii moderni timpurii, precum Skhul V, reflectă strămoși micști sau păstrarea trăsăturilor mai vechi.
Scheletul „gracil” sau ușor construit al oamenilor moderni anatomic a fost conectat la o schimbare a comportamentului, incluzând o cooperare sporită și „transportul resurselor”.
Există dovezi că dezvoltarea caracteristică a creierului uman, în special cortexul prefrontal, s-a datorat „unei accelerații excepționale a evoluției metabolomului ... paralel cu o reducere drastică a forței musculare. Schimbările metabolice rapide observate în creier și mușchi, împreună cu abilitățile cognitive unice umane și performanța musculară scăzută, ar putea reflecta mecanisme paralele în evoluția umană". Sulițele Schöningen sunt dovezi că abilități tehnologice complexe existau deja în urmă cu 300.000 de ani. H. heidelbergensis avea deja abilități intelectuale și cognitive precum planificarea anticipativă, gândire și acțiune care până acum au fost atribuite numai omului modern.
Amestecul continuu în cadrul populațiilor umane anatomic moderne fac dificilă estimarea vârstei celor mai recenți strămoși comuni matriliniar și patriliniari ale populațiilor moderne (Eva mitocondrială și Adam cu cromozomul Y). Estimările vârstei lui Adam cu cromozomul Y au fost împinse semnificativ înapoi în timp odată cu descoperirea în 2013 a unei linii cromozomiale Y antice, până acum probabil peste 300.000 de ani. Cu toate acestea, nu a existat nici o raportare a supraviețuirii ADN-ului cromozomial sau mitocondrial derivând în mod clar de la oamenii arhaici (care ar împinge înapoi vârsta celui mai recent strămoș patriliniari sau matriliniar la peste 500.000 de ani).
Dinții fosili găsiți în pestera Qesem (Israel) și datați la o vechime de 400.000-200.000 de ani în urmă au fost comparați cu materialul dentar de la hominizi mai tineri (acum 120.000-80.000 de ani), Skhul și Qafzeh.

## Dispersarea și amestecul arhaic
Dispersarea lui H. sapiens timpuriu începe curând după apariția sa, după cum demonstrează descoperirile Jebel Irhoud din Africa de Nord (datate între 280.000 și 350.000 de ani în urmă). Există dovezi indirecte pentru prezența umană modernă în Asia de Vest în urmă cu aproximativ 270.000 de ani.
Omul de Florisbad din Florisbad, Africa de Sud, datat în urmă cu aproximativ 260.000 ani, a fost clasificat ca reprezentând o formă de H. sapiens.
Printre populațiile existente, vânătorii-culegători Khoi-San din Africa de Sud pot reprezenta populația umană cu cea mai timpurie divergență posibilă în cadrul grupului Homo sapiens sapiens. Într-un studiu din 2017, timpul lor de separare a fost estimat la 260.000-350.000 de ani în urmă, compatibil cu vârsta estimată a lui H. sapiens. H. s. idaltu, găsit la Middle Awash în Etiopia, a trăit cu aproximativ 160.000 de ani în urmă, și H. sapiens a trăit la Omo Kibish în Etiopia acum aproximativ 195.000 de ani. Două fosile din Goumde, Kenia, datate cu cel puțin 180.000 de ani în urmă, au fost atribuite în mod provizoriu lui H. sapiens și s-au observat asemănări între ele și rămășițele Omo Kibbish. Dovezile fosile pentru prezența umană modernă în Asia de Vest au fost estimate la o vechime de 177.000 de ani, iar probe fosile contestate sugerează extinderea până în Asia de Est  acum 120.000 de ani în urmă.
În iulie 2019, antropologii au raportat descoperirea unor rămășițe vechi de 210.000 de ani ale unui H. sapiens și rămășițe ale unui H. neanderthalensis  vechi de 170.000 de ani în Peștera Apidima, Peloponez, Grecia, cu peste 150.000 de ani mai vechi decât descoperirile anterioare de H. sapiens în Europa. 
În timp ce expansiunea umană modernă timpurie în Africa sub-sahariană a persistat, expansiunea timpurie în Africa de Nord și Asia pare să dispară în cea mai mare parte acum 75.000 de ani și este cunoscută doar din dovezi fosile și din amestecuri arhaice. Asia a fost re-populată de oamenii moderni timpurii în așa-numita „recentă migrație din afara Africii”, începând cu aproximativ 70.000-50.000 de ani în urmă, în timp ce Europa, Asia de Est și de Nord au fost atinse cu aproximativ 45.000 de ani în urmă.
Dovada pentru contribuția copleșitoare a acestei extinderi „recente” la toate populațiile non-africane a fost stabilită pe baza ADN-ului mitocondrial, combinat cu dovezi bazate pe antropologia fizică a specimenelor arhaice, în anii 1990 și 2000. Amestec neanderthal, în intervalul 1-4%, se găsește la toate populațiile moderne din afara Africii, inclusiv la europeni, asiatici, Papua Noua Guinee, aborigenii australieni, nativii americani și alți non-africani. Acest lucru sugerează că încrucișarea dintre Neanderthali și oamenii moderni anatomic a avut loc după recenta migrație „out of Africa”, probabil între 60.000 și 40.000 de ani în urmă. Măsura amestecului neanderthal (și introgresiunea genelor dobândite prin amestec) variază semnificativ între grupurile rasiale contemporane, fiind absentă la africani, intermediară la europeni și cea mai mare în estul asiatic.

## Biologie

### Anatomie

#### Modernitate anatomică
Termenul „om modern anatomic” este utilizat pentru a distinge Homo sapiens „anatomic modern” de omul arhaic, cum ar fi Neanderthalii și hominizii din Paleoliticul mijlociu și inferior, cu caracteristici tranzitorii intermediare între H. erectus, Neandertal și omul modern anatomic numit Homo sapiens arhaic. Într-o convenție populară în anii 1990, Neanderthalii au fost clasificați ca o subspecie de H. sapiens, numită H. s. neanderthalensis, în timp ce omul modern anatomic a fost denumit H. s. sapiens. Sub această nomenclatură (Neanderthalii considerați H. sapiens), termenul „Homo sapiens modern anatomic” a fost folosit și pentru a se referi la Cro-Magnon. De atunci a devenit mai comună desemnarea Neanderthalilor ca specie separată, H. neanderthalensis, astfel încât om modern anatomic în contextul european se referă la H. sapiens.
În această definiție mai îngustă a lui H. sapiens, subspecia H. s. idaltu, descoperit în 2003, se încadrează și sub umbrela „modern anatomic”. Recunoașterea lui H. s. idaltu ca subspecie valabilă a liniei umane anatomic moderne ar justifica descrierea oamenilor contemporani cu subspecia denumită H. s. sapiens.
De atunci, a fost utilizată o altă diviziune a omului modern anatomic în subtipuri „timpuriu” sau „robust” vs. „postglaciar” sau „gracil”. Apariția „omului modern anatomic gracil” este folosită pentru a reflecta un proces către un schelet mai mic și mai bine dezosat, care a început în urmă cu aproximativ 50.000-30.000 de ani.

### Anatomia creierului

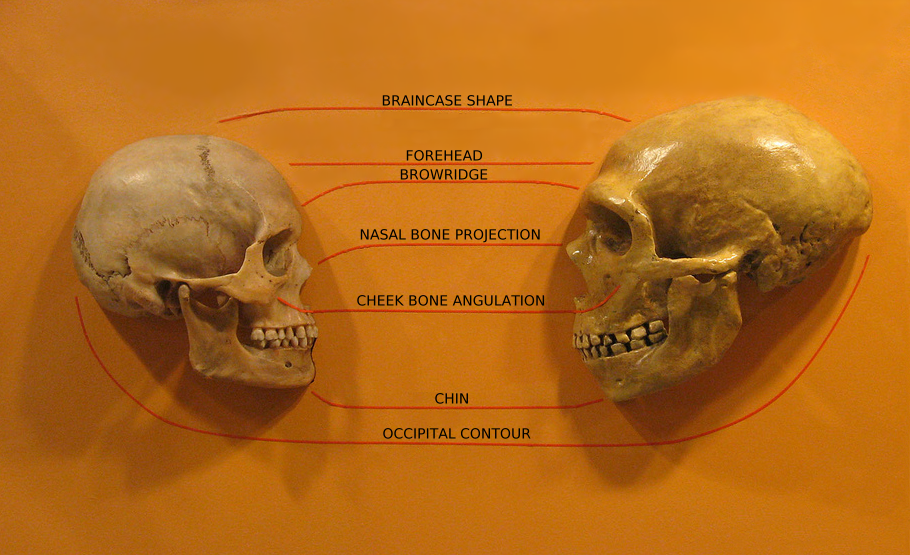
Comparație anatomică între craniu de H. sapiens (stânga) și H. neanderthalensis (dreapta)
Caracteristicile comparate sunt forma creierului, fruntea, sprânceana, osul nazal, angulația oaselor obrazului, bărbia și conturul occipital.

Lobul occipital al neanderthalienilor era mai mare decât cel al oamenilor moderni. Oamenii moderni au, în general, un creier frontal mai mare decât la oamenii arhaici, astfel încât creierul stă deasupra, mai degrabă decât în spatele ochilor. De obicei, acest lucru (deși nu întotdeauna) va duce la o frunte mai înaltă și la dispariția arcadelor supraorbitale. Oamenii moderni au în mod obișnuit o frunte abruptă, chiar verticală, în timp ce predecesorii lor aveau frunți care se înclinau puternic. Potrivit lui Desmond Morris, fruntea verticală la om joacă un rol important în comunicarea umană prin mișcările sprâncenelor și ridurile de pe frunte.
Mărimea creierului atât la Neanderthal cât și la omul modern anatomic este semnificativ mai mare față de dimensiunea creierului la H. erectus.La Neanderthal și omul modern dimensiunea creierului este apropiată, capacitatea craniană la Neanderthal fiind chiar mai mare, însă morfologia craniului său sugerează un frontal mai mic decât la oamenii moderni dar cu  o dimensiune mai mare a regiunilor lobului occipital, dedicată auto-controlului corporal și percepției.

### Structura scheletului corporal
Scheletele corporale ale celor mai timpurii și mai puternici oameni moderni erau mai puțin robuste decât cele ale neanderthalilor (și din ceea ce știm, decât la denisovani), având proporții esențial moderne. În special în ceea ce privește oasele lungi ale membrelor, oasele distale (radius/cubitus și tibia/peroneu) sunt aproape de aceeași dimensiune sau puțin mai scurte decât oasele proximale (humerus și femur). La oamenii străvechi, în special la neanderthalieni, oasele distale erau mai scurte, de obicei se consideră a fi o adaptare la climatul rece. Aceeași adaptare poate fi întâlnită și la unii oameni moderni care trăiesc în regiunile polare.
Intervalele de înălțime se suprapun între Neanderthali și oamenii moderni, media Omului de Neanderthal fiind 164-168 cm la bărbați și 152-156 cm la femei. Prin comparație, mediile contemporane sunt cuprinse între 158-184 cm la bărbați și 147-172 cm la femei.